# Carl Cappeller
Carl Cappeller, född den 22 mars 1840, död den 10 juli 1925, var en tysk sanskritist.
Cappeller blev extra ordinarie professor i Jena 1875. Han utarbetade Sanskrit-Wörterbuch (1886–1887; det för sin tid bästa kortare sanskritlexikon, i synnerhet i den engelska upplagan, Sanskrit-english dictionary, 1891) och utgav Vamanas poetik (1875), dramat Ratnavali (Pärlbandet; 1877) med mera samt översatte till sanskrit forngrekiska och tyska dikter.